# Capacidad portante
En la ingeniería geotécnica se denomina capacidad portante a la capacidad del terreno para soportar las cargas aplicadas sobre él. Técnicamente la capacidad portante es la máxima presión media de contacto entre la cimentación y el terreno tal que no se produzcan un fallo por cortante del suelo o un asentamiento diferencial excesivo. Por tanto, la capacidad portante admisible debe estar basada en uno de los siguientes criterios funcionales:
- Si la función del terreno de cimentación es soportar una determinada tensión independientemente de la deformación, la capacidad portante se denominará carga de hundimiento.
- Si lo que se busca es un equilibrio entre la tensión aplicada al terreno y la deformación sufrida por este, deberá calcularse la capacidad portante a partir de criterios de asiento admisible.

La capacidad portante última es la máxima presión que el suelo puede soportar antes de su falla sin considerar los asentamientos. Existen tres tipos de falla posibles, estos son la falla a corte general, la falla de corte local y la falla por punzonamiento. El tipo  dependerá del suelo y sus características resistentes, así como las características de la fundación, principalmente su profundidad y dimensiones.
De manera análoga, la expresión capacidad portante se utiliza en las demás ramas de la ingeniería para referir a la capacidad de una estructura para soportar las cargas aplicadas sobre la misma.

## Capacidad de carga a corto y a largo plazo
Las propiedades mecánicas de un terreno suelen diferir frente a cargas que varían (casi)instantáneamente y cargas cuasipermanentes. Esto se debe a que los terrenos son porosos, y estos poros pueden estar total o parcialmente saturados de agua. En general los terrenos se comportan de manera más rígida frente a cargas de variación casi instantáneamente ya que estas aumentan la presión interesticial, sin producir el desalojo de una cantidad apreciable de agua. En cambio bajo cargas permanentes la diferencia de presión intersticial entre diferentes partes del terreno produce el drenaje de algunas zonas.
En el cálculo o comprobación de la capacidad portante de un terreno sobre el que existe una construcción debe atenderse al corto plazo (caso sin drenaje) y al largo plazo (con drenaje). En el comportamiento a corto plazo se desprecian todo los términos excepto la cohesión última, mientras que en la capacidad portante a largo plazo (caso con drenaje) es importante también el rozamiento interno del terreno y su peso específico.

## Fórmula de Terzaghi
Karl von Terzaghi (1943) propuso una fórmula sencilla para la carga máxima que podría soportar una cimentación continua con carga vertical centrada, apoyada sobre la superficie de un suelo dada por:

(1){\displaystyle {\frac {p_{u}}{b}}=qN_{q}+cN_{c}+{\frac {\gamma b}{2}}N_{\gamma }}

Donde:
{\displaystyle p_{u}\,}, carga vertical máxima por unidad de longitud.
{\displaystyle q\,}, sobrecarga sobre el terreno adyacente a la cimentación.
{\displaystyle c\,}, cohesión del terreno.
{\displaystyle b\,}, ancho transversal de la cimentación
{\displaystyle \gamma \,}, peso específico efectivo (ver tensión efectiva) del terreno.
{\displaystyle N_{q}(\varphi ),N_{c}(\varphi ),N_{\gamma }(\varphi )\,}, coeficientes dependientes de ángulo de rozamiento interno, para las que Terzaghi sugirió algunas aproximaciones particulares, como por ejemplo {\displaystyle N_{c}\approx 5.0}.
Anteriormente Prandtl (1920) había resuelto el problema para una cimentación de longitud infinita y ancho b sobre un terreno arcilloso con ángulo de rozamiento nulo y peso despreciable, obteniendo:

{\displaystyle (N_{c},N_{q},N_{\gamma })=(2+\pi ,1,1)\quad \Rightarrow \quad {\frac {p_{u}}{b}}=(2+\pi )c+q}

La fórmula de Terzaghi por tanto generaliza el cálculo de Prandt para la capacidad portante a corto plazo. La fórmula (1) es aplicable tanto al largo plazo como a corto plazo:
- Capacidad portante a corto plazo o no-drenada. En este caso se puede tomar {\displaystyle N_{q}\approx 1} y se puede despreciar el peso del terreno, pero debe tomarse como cohesión como la resistencia al corte no drenada {\displaystyle c=c_{\bar {D}}}.
- Capacidad portante a largo plazo o drenada. En este caso se toma la cohesión como resistencia al corte drenada, y debe considerarse las variables como función del ángulo de rozamiento interno.

La fórmula de Prandtl fue mejorada por Skempton para tener en cuenta la longitud finita (L)de las cimentaciones rectangulares reales, y el hecho de que se encuentran a una profundidad finita (D), la fórmula Skempton es:

(2){\displaystyle p_{u}\approx 5c\left(1+0.2{\frac {b}{L}}\right)\left(1+0.2{\frac {D}{L}}\right)+q}

## Fórmula de Brinch-Hansen
La fórmula obtenida por el ingeniero danés J. Brinch Hansen es una generalización que incluye como casos particulares la fórmula de Terzaghi y la fórmula de Skempton. Esa fórmula incluye además de los efectos de forma y profundidad considerados elementalmente por Skempton los factores de inclinación de la carga, usando una fórmula de mayor rango de aplicabilidad. La expresión Brinch-Hansen (1961) es:

(3){\displaystyle {\frac {p_{u}}{b}}=qN_{q}s_{q}d_{q}i_{q}+cN_{c}s_{c}d_{c}i_{c}+{\frac {\gamma b}{2}}N_{\gamma }s_{\gamma }d_{\gamma }i_{\gamma }}

Donde {\displaystyle N_{q},N_{c},N_{\gamma };b,c,\gamma \,} tienen los mismos significados que en fórmula de Terzaghi y el resto de parámetros son funciones del ángulo de rozamiento interno:
{\displaystyle s_{q},s_{c}\,s_{\gamma }\,} son los factores de forma.
{\displaystyle d_{q},d_{c},d_{\gamma }\,} son los factores de profundidad.
{\displaystyle i_{q},i_{c},i_{\gamma }\,} son los factores de inclinación de la carga.
Para los parámetros {\displaystyle N_{j}=N_{j}(\varphi )} Brinch Hansen propuso las siguientes expresiones en térmios de ángulo de rozamiento interno:

{\displaystyle N_{q}=e^{\pi \tan \varphi }\tan ^{2}\left({\frac {\pi }{4}}+{\frac {\varphi }{2}}\right);\qquad N_{c}={\frac {N_{q}-1}{\tan \varphi }};\qquad N_{\gamma }={\frac {2(N_{q}+1)\tan \varphi }{1+0.4\operatorname {sen} 4\varphi }}}

El resto de factores adicionales en la fórmula (3) se explican a continuación.

### Factores de forma y profundidad
Para los factores de forma para una cimentación rectangular {\displaystyle b\times L} se tiene:

(4){\displaystyle s_{q}=1+{\frac {b}{L}}\tan \varphi ;\qquad s_{c}=1+{\frac {N_{q}}{N_{c}}}{\frac {b}{L}};\qquad s_{\gamma }\approx 1-{\frac {1}{2}}(0.2+\tan ^{6}\varphi ){\frac {b}{L}}\approx 1-0.4{\frac {b}{L}}}

Los factores de profundidad cuando entre la base de cimentación y la superficie del terreno existe una distancia vertical D, vienen dados por las expresiones:

(5){\displaystyle d_{q}=1+2\tan \varphi (1-\sin \varphi )^{2}{\frac {D}{b}};\qquad d_{c}=d_{q}-{\frac {1-d_{q}}{N_{c}\tan \varphi }};\qquad d_{\gamma }=1}

### Factores de inclinación de la carga
Para estos factores Binch Hansen proporcionó ecuaciones exactas que requería resolver la ecuación trigonométrica compleja para α:

{\displaystyle \tan \left(\alpha -{\frac {\varphi }{2}}\right)=-{\frac {\tan \delta -{\sqrt {1-{\cfrac {\tan ^{2}\delta }{\tan ^{2}\varphi }}}}}{1+{\cfrac {\tan \delta }{\sin \varphi }}}}}

Y donde δ se deduce del diagrama de rotura pertinente, es el ángulo entre la carga inclinada y la vertical. Las expresión del primer factor de inclinación viene dado por:

{\displaystyle i_{q}={\frac {1+\sin \varphi \sin(2\alpha -\varphi )}{1+\sin \varphi }}e^{-(\pi /2+\varphi -2\alpha )\tan \delta }\approx \left(1-{\frac {H}{V+cLb\cot \varphi }}\right)^{2}}

Donde:
{\displaystyle H,V\,} son las componentes horizontal y vertical de la carga,
{\displaystyle c,\varphi \,} la cohesión del terreno y su ángulo de rozamiento interno,
{\displaystyle L,b\,} son las dimensiones rectangulares de la cimentación.
Los otros dos factores de inclianción de la carga son simplemente:

{\displaystyle i_{c}=i_{q}-{\frac {1-i_{q}}{N_{c}\tan \varphi }};\qquad i_{\gamma }=i_{q}^{2}}

### Cálculo a largo/corto plazo
La fórmula de Binch-Hansen (3) generaliza la fórmula de Terzaghi (1) es igualmente aplicable tanto al largo plazo como a corto plazo:
- Capacidad portante a largo plazo o drenada. En este caso se toma la cohesión como resistencia al corte drenada, y debe considerarse las variables como función del ángulo de rozamiento interno.
- Capacidad portante a corto plazo o no-drenada. En este caso se puede tomar {\displaystyle \varphi \approx 0} y se puede despreciar el peso del terreno, pero debe tomarse como cohesión como la resistencia al corte no drenada {\displaystyle c=c_{\bar {D}}}. Las expresiones en el caso no-drenado son considerablemente más simples al no intervenir en ellas el ángulo de rozamiento interno.